# Alney McLean
Alney McLean (* 10. Juni 1779 bei Burke County, North Carolina; † 30. Dezember 1841, bei Greenville, Kentucky) war ein Mitglied des Repräsentantenhauses der Vereinigten Staaten aus Kentucky. McLean County (Kentucky) ist nach ihm benannt.

## Frühes Leben
McLean wurde am 10. Juni 1779 als Sohn von Ephraim und Eliza (Davidson) McLean in Burke County (North Carolina) geboren. 1820 zog die Familie nach Muhlenberg County. McLean wurde als 20-Jähriger in Muhlenberg County als Landvermesser angestellt. In dieser Eigenschaft nahm er an der Vermessung von Greenville, Kentucky teil und wurde nach der Gründung der Stadt im Jahre 1799 als Verwalter eingestellt. Am 16. November 1805 heiratete er Tabitha Russell Campbell, die Tochter von General William Campbell; sie bekamen insgesamt 10 Kinder.

## Politische- und Militärkarriere
McLean studierte Jura und wurde 1805 als Rechtsanwalt zugelassen. Er praktizierte in Greenville. Bis zum Jahre 1808 zeigte er wenig politisches Interesse. Sein erstes politisches Amt übernahm er von 1812 bis 1813 als Vertreter von Muhlenberg County im Repräsentantenhaus von Kentucky. Beim Ausbruch des Britisch-Amerikanischen Krieges formierte McLean eine Freiwilligeneinheit. Belege zeigen, dass die Freiwilligen am 18. September 1812 rekrutiert wurden. 1813 stellte er 2 Kompanien für das Kommando von Lewis Kincheloe und sich selbst zusammen. Den Oberbefehl hatte General Samuel Hopkins in seiner Kampagne gegen die Indianer Nordamerikas und der Schlacht von New Orleans. Er unterstützte die Aussage von General Andrew Jackson, nicht, dass die Kentuckians während des Gefechtes „unehrenhaft geflohen“ seien, und blieb bis zum Ende seiner politischen Laufbahn ein Gegner von Jackson, dem späteren 7. Präsidenten der Vereinigten Staaten von Amerika.
McLean wurde als Republikaner in den 14. Kongress (4. März 1815 – 3. März 1817) und 1819 in den 16. Kongress gewählt. Nach dem Ausscheiden aus dem Kongress wurde er Bezirksrichter im 14. District von Kentucky. Dieses Amt übte er bis zu seinem Tode aus. Als Wahlmann im Jahre 1824 und 1832 stimmte er zweimal für Kentuckys berühmten Sohn Henry Clay.

## Späteres Leben
Im Jahre 1820 fanden McLean und sein Sohn William Kohle auf ihrer Farm in der Nähe der heute nicht mehr existierenden Stadt Paradise (Kentucky). Zur damaligen Zeit war Holz wertvoller und der Fund wurde übersehen. Ab 1830 bauten die McLeans die Kohle in einer Mine ab und verkauften sie nach Russellville (Kentucky). Sie transportierten die Kohle auf Ochsenkarren, und mit Schleppkähnen den Green River nach Owensboro und Evansville (Indiana). Die McLean Mine war eine der ersten kommerziellen Kohleminen in Muhlenberg County und wegen ihrer Logistik auch bedeutender als andere Minen im Bezirk.
McLean starb im Jahr 1841 an einer Lungenentzündung bei Greenville, Kentucky und wurde in Old Caney Station Cemetery bei Greenville, Kentucky beigesetzt. McLean County in Kentucky wurde aus Muhlenberg und anderen Orten gebildet und nach ihm benannt.